# Impreza kolejowa

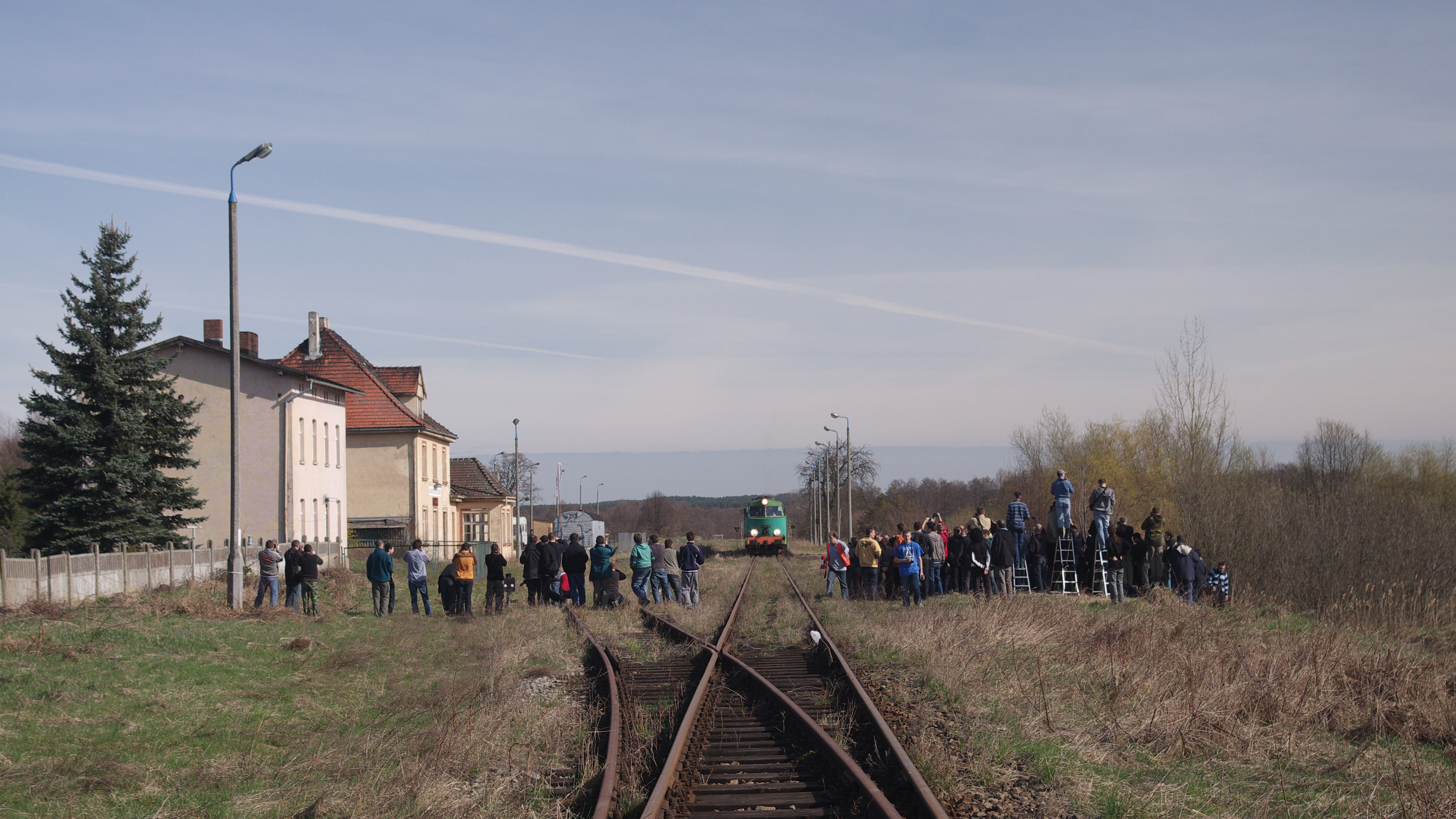
Pociąg specjalny Chojnice-Gniezno. Fotostop na stacji Kamień Krajeński

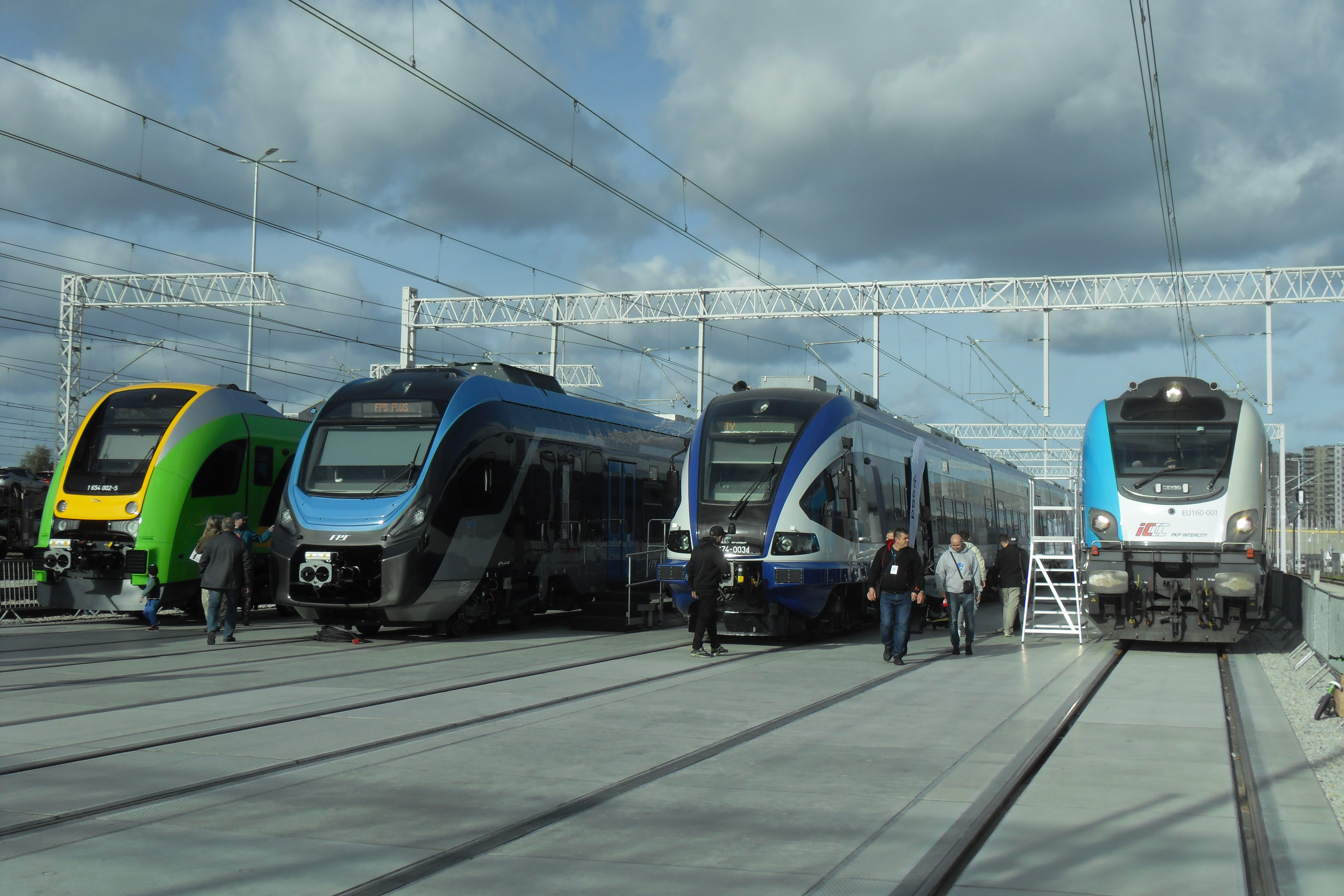
Impreza kolejowa (targi kolejowe)

Impreza kolejowa – przedsięwzięcie organizowane w celach rozrywkowych, propagandowych lub komercyjnych z wykorzystaniem taboru i infrastruktury kolejowej. Imprezy kolejowe mogą być otwarte lub zamknięte (dla grona zaproszonych), mogą też być przeznaczone dla szerokiej publiczności (np. pociąg retro), dla miłośników kolei (przejazdy z fotostopami) albo dla specjalistów z branży (targi).

## Rodzaje imprez kolejowych
Imprezy można klasyfikować ze względu na rodzaj:
- parady i prezentacje (Parada Parowozów, Parowozjada, Dni Techniki Kolejowej)
- targi (Trako, InnoTrans)
- przejazdy turystyczne (pociągi specjalne)
- pociągi retro
- przejazdy specjalne (np. pożegnanie danego typu taboru)

jak i ze względu na powtarzalność:
- cykliczne
- acykliczne
- rocznicowe

Pojedyncza impreza może mieć charakter kombinowany – ogólnodostępna prezentacja i pociąg retro tylko dla wybranych osób. Z reguły wstęp na część ogólnodostępna jest bezpłatny.
Imprezy kolejowe mogą stanowić część większego przedsięwzięcia, jak np. Dni Transportu Publicznego.
Osobną grupę imprez stanowią regularne przejazdy turystyczne, popularne zwłaszcza na kolejkach wąskotorowych w Polsce lub na liniach kolejowych o walorach turystycznych i równocześnie niewielkim ruchu komercyjnym (Chabówka-Mszana Dolna).

## Imprezy cykliczne
| Nazwa                               | Lokalizacja                         | Termin                                                | Pierwsza edycja | Charakter imprezy                             |
| ----------------------------------- | ----------------------------------- | ----------------------------------------------------- | --------------- | --------------------------------------------- |
| Kolej na majówkę                    | Linia kolejowa Chabówka – Nowy Sącz | maj                                                   | 2011            | pociągi retro, festyny na stacjach kolejowych |
| Parada Parowozów                    | Wolsztyn                            | kwiecień (ostatni weekend) lub maj (pierwszy weekend) | 1993            | parada, pociągi retro                         |
| Parowozjada                         | Chabówka, Rabka-Zaryte              | sierpień (ostatni weekend)                            | 2005            | parada, pociągi retro                         |
| Koleją po pograniczu polsko-czeskim | Racławice Śląskie                   | od czerwca do września                                | 2008            | wystawa lokomotyw, wyścigi drezyn             |
| Poznański Dzień Kolejarza           | Poznań Główny                       | 25 listopada                                          | 2023            | wystawa lokomotyw                             |